# Chrysogaster apicalis
Chrysogaster apicalis är en tvåvingeart som beskrevs av Mario Bezzi 1920. Chrysogaster apicalis ingår i släktet ängsblomflugor, och familjen blomflugor.
Artens utbredningsområde är Tanzania. Inga underarter finns listade i Catalogue of Life.